# Ali Baba Bujang Lapok
Ali Baba Bujang Lapok (Ali Baba o Solteirão) é um filme de comédia malaio em preto e branco de 1961, dirigido, escrito e estrelado pela lenda da tela de prata malaia, P. Ramlee, e produzido em Singapura pela Malay Film Productions Ltd. Baseado vagamente na história de Ali Baba das Mil e Uma Noites, o filme é ocasionalmente auto-referencial e contém elementos de comédia anárquica, comédia burlesca, sátira e farsa. O título inclui o sufixo Bujang Lapok porque é o terceiro episódio na série de filmes de comédia Bujang Lapok que estrelam o trio P. Ramlee, S. Shamsuddin e Aziz Sattar. Este filme marcou a estreia no cinema de Sarimah, que teria uma longa carreira cinematográfica, e também é notável como um dos poucos filmes de P. Ramlee onde ele interpreta o vilão.

## Sinopse
Ali Baba (Aziz Sattar) é um homem pobre que não consegue ter sucesso na vida. Ele constantemente envia sua esposa para a casa de seu irmão Kassim Baba para pedir farinha para que possam comer, mas o avarento Kassim Baba (S. Shamsuddin) está frustrado com seu irmão e constantemente lembra sua esposa, Norsiah, da inutilidade de Ali Baba. Quando Norsiah vai pedir farinha pela enésima vez, Kassim Baba perde a paciência e a repreende, mandando-a para casa chorando. Ela culpa Ali Baba por colocá-la nessa situação e o acusa de não fazer esforço para procurar emprego. Ali Baba finalmente cede e sai para a floresta para recolher lenha, onde ele se depara com um grupo de 40 ladrões marchando pela floresta carregando saques e tesouros. Ele se esconde em uma árvore e observa o líder deles (P. Ramlee) parar em frente a uma caverna e cantar um verso de palavras aparentemente sem sentido (niat ingsun matek aji semar ngising, na verdade, um poema em javanês) que faz com que a entrada da caverna se abra. Ali Baba espera até que os ladrões tenham saído da caverna antes de sair da árvore e usar as palavras mágicas para abrir a caverna. Dentro, ele descobre uma variedade de riquezas, mas leva apenas uma caixa de moedas de ouro.
Com as moedas de ouro, Ali Baba consegue pagar a Kassim tudo o que deve e viver com mais conforto. Kassim Baba fica tomado pela curiosidade e pressiona Ali Baba para contar como ele de repente ficou rico. Ali Baba eventualmente cede e conta a Kassim sobre a caverna e o verso mágico para abri-la, mas antes que ele possa contar o verso para fechar a caverna, ou sobre os ladrões que a usam, Kassim Baba corre para encontrar a caverna.
Kassim, em sua ganância, tenta roubar tudo na caverna. Os ladrões retornam, encontram a porta da caverna aberta e a fecham rapidamente. Kassim, que esqueceu o canto para reabrir a porta, fica preso e é pego. Kassim tenta ganhar tempo, mas os ladrões eventualmente o matam. Quando Kassim não retorna para casa, Ali Baba se esgueira para a caverna, onde encontra os restos de seu irmão. Ele coleta Kassim e o faz costurar com a ajuda do sapateiro da cidade, Apek, subornando-o para fazê-lo.
Os ladrões eventualmente ouvem falar do estranho "trabalho" de Apek e identificam Kassim Baba como o homem que mataram. Os ladrões planejam roubar sua casa, que agora está sob a proteção de Ali Baba. Essa tentativa falha duas vezes graças à interferência de Marjina, a mais nova serva de Ali Baba. O líder dos ladrões, enfurecido pela incompetência de seus homens, decide procurar a casa pessoalmente. Depois de encontrá-la, ele se faz passar por um mercador de óleo que visita a casa de Ali Baba, enquanto seus ladrões se escondem em potes de óleo que estão no pátio. Marjina descobre os ladrões escondidos e, com a ajuda da esposa de Ali Baba e da cunhada viúva, despeja óleo fervente em todos os potes individuais. Depois que todos os ladrões são derrotados, Marjina ataca e mata o líder. Ali Baba, grato por sua lealdade, a liberta.